# Ein Gev
Ein Gev est un kibboutz situé sur la rive orientale du lac de Tibériade. Il dépend du conseil régional de la vallée du Jourdain.

## Histoire
Il a été fondé le 6 juin 1937 dans le cadre des villages de type « Mur et tour ». Parmi ses fondateurs, on compte Teddy Kollek qui fut par la suite maire de Jérusalem.
Pendant la guerre d'indépendance d'Israël, le village a été la cible des syriens. Le kibboutz a repoussé une attaque de l'armée syrienne, appuyée par des canons et des avions. L'attaque a duré 3 jours jusqu'au retrait de l'armée.

## Personnalités
- Effi Eitam, ministre, y est né en 1952.